# Agonum albicrus
Agonum albicrus är en skalbaggsart som beskrevs av Pierre François Marie Auguste Dejean. Agonum albicrus ingår i släktet Agonum och familjen jordlöpare. Inga underarter finns listade i Catalogue of Life.